# خوسيه فورتوناتو ألفاريز فالديز
خوسيه فورتوناتو ألفاريز فالديز (بالإسبانية: José Fortunato Álvarez Valdez)‏ هو كاهن كاثوليكي مكسيكي، ولد في 8 نوفمبر 1967 في مكسيكالي في المكسيك، وتوفي بنفس المكان في 7 نوفمبر 2018.